# (6456) Golombek
(6456) Golombek ist ein Asteroid, der von den US-amerikanischen Astronomen Eleanor Helin und Kenneth Lawrence am 27. Juli 1992 am Palomar-Observatorium (IAU-Code 675) in Kalifornien entdeckt wurde.
(6456) Golombek ist ein Asteroid des Amor-Typs. Dort gehört er der Untergruppe Amor III an, was heißt, dass er zu einer Gruppe von Asteroiden gehört, die der Erdbahn recht nahekommen, diese jedoch nicht kreuzen, während ihre Große Halbachse (das ist die mittlere Entfernung zur Sonne) im Asteroidengürtel zwischen Mars und Jupiter liegt.
Nach der SMASS-Klassifikation (Small Main-Belt Asteroid Spectroscopic Survey) wurde bei einer spektroskopischen Untersuchung von Gianluca Masi, Sergio Foglia und Richard P. Binzel bei (6456) Golombek von einer dunklen Oberfläche ausgegangen, es könnte sich also, grob gesehen, um einen C-Asteroiden handeln. Eine infrarotspektroskopische Untersuchung des Asteroiden aus dem Jahre 2006 wies im Linienspektrum auf Olivinbanden mit Ortho- und Klinopyroxenen hin. Für eine Eingruppierung des Asteroidenkörpers in eine taxonomische Klasse reichen die bisherigen spektroskopischen Untersuchungen jedoch noch nicht aus.
Der Asteroid wurde am 14. Dezember 1997 nach dem Geologen Matthew P. Golombek benannt, der bei der Earth and Space Sciences Division des Jet Propulsion Laboratorys für das Projektbüro der Mars-Pathfinder-Sonde arbeitete.